# Бібірево (станція метро)
55°53′03″ пн. ш. 37°36′11″ сх. д. / 55.8841666767° пн. ш. 37.6030555656° сх. д.
«Бі́бірево» (рос. Бибирево) — станція Серпуховсько-Тимірязівської лінії Московського метрополітену, розташована на між станціями «Отрадне» і «Алтуф'єво». Відкрита 31 грудня 1992 при продовженні лінії на північ.
Названа по сусідньому району «Бібірево». До 1994 станція була кінцевою, тому за нею був споруджений пошерсний з'їзд для обороту потягів. При продовженні лінії він був відразу ж розібраний.

## Технічна характеристика
Конструкція станції — колонна трипрогінна мілкого закладення (глибина закладення — 9,5 м).

## Колійний розвиток
Станція без колійного розвитку.

## Оздоблення
Фігурні монолітні перекриття спираються на круглі мармурові колони. Колійні стіни і колони оздоблені білим мармуром, здолу і згори облямовані сірим уфалєйським мармуром. Підлога викладена темно-сірим і червоним гранітом. Турнікетні зали оформлені оригінальними композиціями художників А. М. Ладур і Д. А. Ладур.

## Вестибюлі
Через північний вестибюль по сходах на вулицю Костромська. Через південний вестибюль по ескалаторах на вулиці Плещеєва, Пришвіна і Бібіревська.

## Пересадки
- Автобуси: 53, 92, 278, 282, 290, 353, 618, 637, 705, 771, н9